# Rockford (Hampshire)
Pour les articles homonymes, voir Rockford.
Rockford est un hameau situé à l'extrémité ouest du parc national New Forest, dans le comté du Hampshire, en Angleterre. 
La ville la plus proche est Ringwwod qui se situe à environ 3 km au sud du hameau. Le hameau fait partie de la paroisse civile d'Ellingham, Harbridge et Ibsley.

## Vue d'ensemble

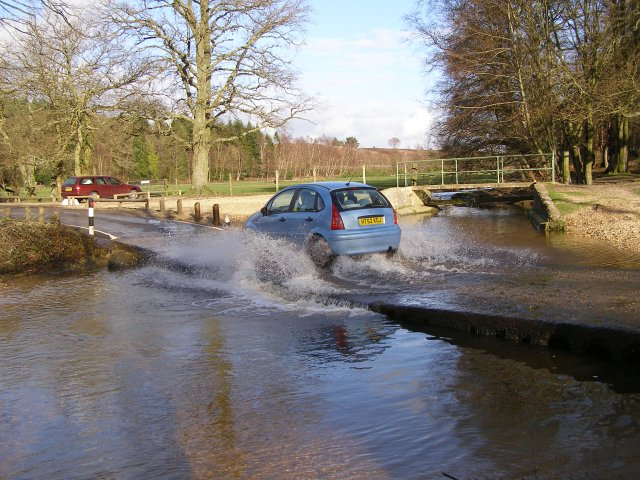
Passage de gué à Rockford sur la Dockens Water.

Rockford est un hameau près du village d'Ellingham. Il est séparé d'Ellingham par une série de lacs connus collectivement sous le nom de lacs Blashford, créés à la suite de l'extraction de sable et de gravier depuis les années 1950.
Le hameau possède un pub connu sous le nom de « The Alice Lisle ».

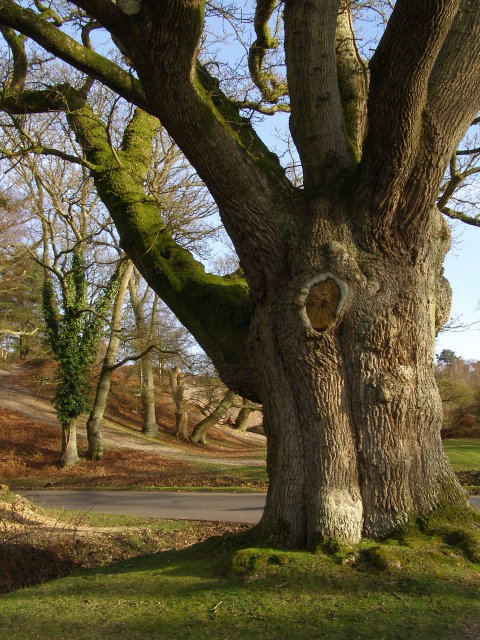
Un chêne exceptionnel, le « Moyles Court Oak », plus de 500 ans.

Près de Moyles Court, à côté de la voie menant à Linwood, se trouve le « Moyles Court Oak », l’un des plus gros arbres de la New Forest qui pourrait être plus ancien que le célèbre Knightwood Oak.
Les ruelles du hameau abritent les vestiges d'un orme Ulmus minor 'Goodyeri' (en), un arbre devenu très rare, découvert par John Goodyer en 1624 mais décimé par la  maladie hollandaise de l'orme  à la fin du XXe siècle.

### Moyles Court School

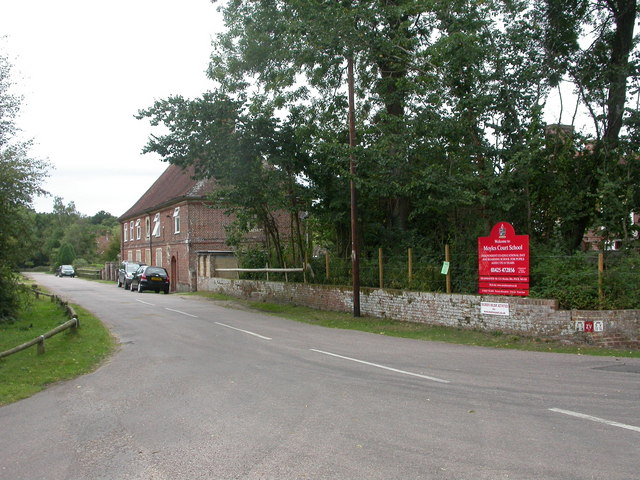
l'école de Moyles Court.

Moyles Court School est une école de jour et internat indépendante pour les élèves de 3 à 16 ans. Moyles Court était l'ancien manoir de Rockford qui, plus tard, engloba Ellingham. Le manoir du XVIIe siècle était autrefois la maison de « Dame Alice Lisle », la dernière dame à être décapitée publiquement en Angleterre à l'issue d'un procès judiciaire. 
En 1940, le bâtiment fut réquisitionné par la RAF qui y installa pendant six ans le quartier général de l'aérodrome d'Ibsley.

## Histoire
Rockford est répertorié dans le Domesday Book de 1086, quand il était détenu par Hugues de Saint-Quentin. Rockford est passé à la famille Moels au XIIIe siècle et il est resté dans cette famille jusqu'à la mort de John de Moels en 1337.
Le manoir est ensuite passé à sa fille Isabel, épouse de William Botreaux.
Le manoir est resté dans la famille Botreaux jusqu'au la fin du XVe siècle, quand il a été vendu à Robert White. La famille White l'a ensuite tenu jusqu'à ce que William White meure en 1594, laissant une fille unique, Alice épouse de William Beconshaw.
Après , Rockford passa comme Ellingham dans la famille Lisle, Moyles Court à Rockford devenant leur résidence principale.
Alice Lisle, veuve de John Lisle le régicide, a continué à vivre à Moyles Court après l'assassinat de son mari en 1664, jusqu'à son propre procès et sa mort par décapitation sur la place du marché de Winchester en 1685 après l'échec de la Rébellion de Monmouth.
Rockford fut finalement rendu, comme Ellingham, à son fils John.
Au milieu du XIXe siècle, Edward Hayles Taylor a vendu Rockford à Henry Baring de Somerley, à qui il a été acheté par John Coventry de Burgate Manor. 
Moyles Court, cependant, a été vendu au comte de Normanton avec Ellingham.
Une chapelle à Rockford, soumise à l'église d'Ellingham, fut accordée par Walter de St Quentin, avec la dîme de sa maison, à l'abbaye de Saint-Sauveur-le-Vicomte, vers 1170, et la messe devait y être dite trois fois par semaine par l'aumônier d'Ellingham ou par un moine. Il n'en reste aucune trace, mais elle se trouvait probablement dans le "Chapell field" mentionné dans un acte de 1664. 
Un moulin à eau appartenait à Rockford Manor au XIIIe siècle mais, en 1337, il était en mauvais état et, en 1349, il était presque en ruine. Il est mentionné en 1664 mais il n’en existe aucune trace. 
Le droit de pêcher librement a été rattaché au manoir au XVIIIe siècle.
Moyles Court est maintenant la Moyles Court School. 
Ce bâtiment du XVIIIe siècle, devenu ensuite « The Alice Lisle Inn », était autrefois l'école du village de Rockford.